# 造血薬
造血薬（ぞうけつやく）とは、貧血治療に用いられる薬剤群の総称。疾患や病態によって用いられる薬剤が異なる。

## 赤血球に作用するもの
- 鉄剤（内服・注射） - 鉄欠乏性貧血
- ビタミンB12 - 胃切除後や萎縮性胃炎による大球性貧血
- 葉酸
- エリスロポエチン - 腎性貧血など

## 白血球に作用するもの
- G-CSF - 抗癌剤などによる好中球減少症

## 血小板に作用するもの
- トロンボポエチン受容体刺激薬[1] - 特発性血小板減少性紫斑病